# Gray's Inn Road
Gray's Inn Road est une rue de la ville de Londres

## Situation et accès
Située dans le district de Camden, elle relie Holborn à la gare de King's Cross.
La station de métro la plus proche, côté sud, est Chancery Lane, desservie par  la ligne  Central. 

## Origine du nom
Le nom de la rue évoque la mémoire des barons Grey de Wilton, famille qui possédait un manoir sur ces lieux au XIVe siècle.

## Bâtiments remarquables et lieux de mémoire

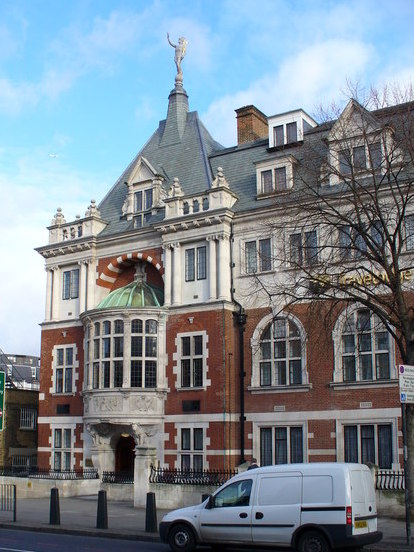
Willing House.

- Nos 356-364 : Willing House ; bâtiment classé de 1909[2].